# مطار قندوز
مطار قندوز (بالإنجليزية: Kunduz Airport) (إياتا: UND، إيكاو: OAUZ) هو مطار عام وعسكري يقع على بعد 5 أميال (8 كم) جنوب شرق قندوز (وتكتب أيضًا (بالإنجليزية: Konduz)) وهي مدينة في ولاية قندوز في أفغانستان تبعد 9 أميال (14 كم) غرب خان أباد و25 ميلاً (40 كم) جنوب نهر جيجون و33 ميلاً (53 كم) جنوب حدود طاجيكستان.
تم بناء المطار في الأصل في ستينات القرن العشرين من قبل المهندسين الأمريكيين. وتم استخدامه من قبل القوات السوفيتية خلال الثمانينات. يتم تشغيله الآن من قبل وزارة النقل والطيران المدني الأفغانية ولكن تستخدمه أيضًا وزارة الدفاع الأفغانية وبعثة الدعم الحازم.

## شركات الطيران والوجهات
| شركـات طيـران | الوجهات          |
| ------------- | ---------------- |
| طيران كيم اير | مطار كابل الدولي |

## مرافق
يقع المطار على ارتفاع 1,457 قدم (444 م) فوق مستوى سطح البحر، وله مدرج واحد محدد 11/29 مع سطح إسفلتي تبلغ مساحته 6,550 by 148 قدم (1,996 م × 45 م). تمت إضافة محطة جديدة للمطار في عام 2017، والتي تتسع لـ 1300 راكب. يتم توسيع المطار بأكمله.

## الحوادث
- في 17 مايو 2010 تشير التقارير المؤكدة إلى أن رحلة خطوط بامير الجوية 112، من طراز طائرة أنتونوف أن 24، تحطمت على بعد 100 كيلومتر من مطار كابول الدولي.[4] كانت الطائرة في طريقها من مطار قندوز إلى كابول، عندما اختفت فجأة من أجهزة الرادار.[5][6] تم تحديد موقع الحطام في 20 مايو، ووصل رجال الإنقاذ إلى الموقع في 21 مايو. لم يتم العثور على علامات الحياة.[7]
- في 28 سبتمبر 2015، خلال معركة قندز، فر العديد من المدنيين من مدينة قندز إلى المطار الذي لم يتم الاستيلاء عليه من قبل طالبان. وفقًا لمسؤول أمني حكومي، كان عدد طالبان أكبر من عددهم إلى حد كبير، حيث لم يتبق سوى 500 مقاتل مقابل حوالي 7000 جندي حكومي وأعضاء مليشيات متحالفة. ومع ذلك، قال سياسيون محليون من قندوز إن الحكومة فشلت في توفير القيادة والدعم لمقاتليها في المنطقة.[8]

## روابط خارجية
- تاريخ الحوادث لـ (UND) على شبكة سلامة الطيران.
- سجل المطار لمطار قندوز نسخة محفوظة 22 مايو 2014 على موقع واي باك مشين. في Landings.com
- حالة الطقس في مطار قندوز.